# سیاهرود

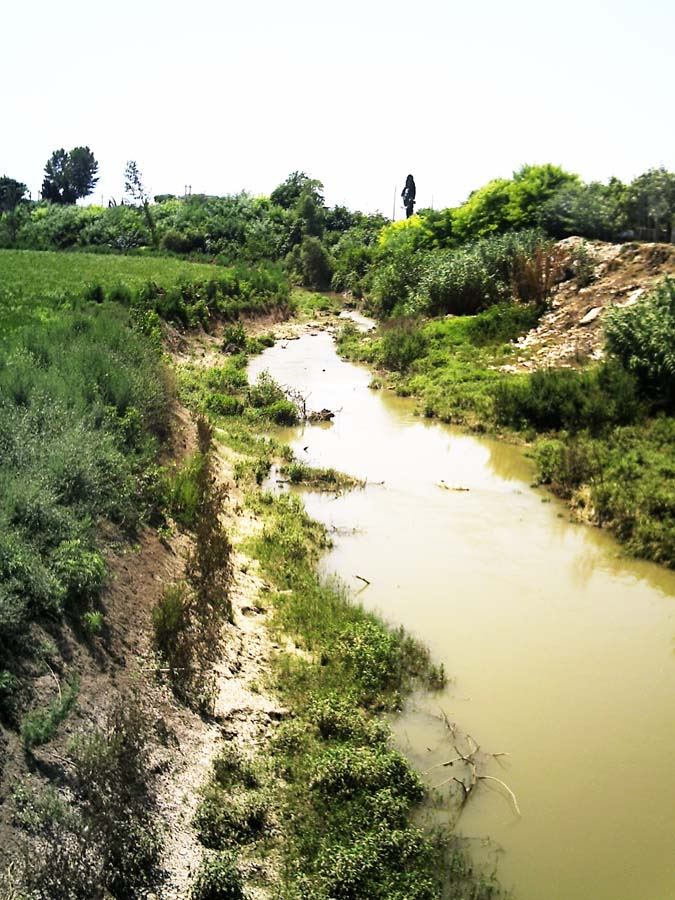
سیاهرود در زمان کم‌آبی

پارک ساحلی سیاهرود در قائم شهر

سیاهرود رودی است جاری در شهرستان‌های قائمشهر و جویبار در استان مازندران که به دریای خزر می‌ریزد.

## پل جمعه بازار
پل خشتی جمعه بازار که به خشت پل نیز معروف است در دوران قاجار ساخته شده‌است در فاصله پنج کیلومتری شهرستان جویبار و بر روی رودخانه سیاهرود قرار دارد. طول دهنه این پل ۲۰ متر و عرض آن ۷٫۵ متر می‌باشد. این پل دارای ۵ طاق جناقی است و پایه‌های آن در جهت مخالف جریان آب دارای موج شکن مثلثی شکل می‌باشد. به دلیل رفت‌وآمد زیاد و نگهداری نامناسب در حال تخریب است. در حال حاضر پل دیگری در کنار این پل در دست احداث می‌باشد.